# Stuck in a Moment You Can't Get Out Of
Stuck in a Moment You Can't Get Out Of is een nummer van de Ierse band U2.
Het nummer is in januari 2001 met het nummer Big Girls Are Best en een remix van Beautiful Day uitgebracht als single. Daarnaast staat het nummer ook op het album All That You Can't Leave Behind.
Volgens Bono is Stuck in a Moment You Can't Get Out Of geïnspireerd op de mysterieuze dood van INXS zanger Michael Hutchence. In de maanden voordat Hutchence dood werd gevonden in een hotelkamer in Sydney, hebben Bono en hij het regelmatig over zelfmoord gehad.

## Hitnoteringen

### Nederlandse Top 40
| Hitnotering: 20-01-2001 t/m 24-03-2001 | Hitnotering: 20-01-2001 t/m 24-03-2001 | Hitnotering: 20-01-2001 t/m 24-03-2001 | Hitnotering: 20-01-2001 t/m 24-03-2001 | Hitnotering: 20-01-2001 t/m 24-03-2001 | Hitnotering: 20-01-2001 t/m 24-03-2001 | Hitnotering: 20-01-2001 t/m 24-03-2001 | Hitnotering: 20-01-2001 t/m 24-03-2001 | Hitnotering: 20-01-2001 t/m 24-03-2001 | Hitnotering: 20-01-2001 t/m 24-03-2001 | Hitnotering: 20-01-2001 t/m 24-03-2001 | Hitnotering: 20-01-2001 t/m 24-03-2001 |
| Week:                                  | 1                                      | 2                                      | 3                                      | 4                                      | 5                                      | 6                                      | 7                                      | 8                                      | 9                                      | 10                                     |                                        |
| -------------------------------------- | -------------------------------------- | -------------------------------------- | -------------------------------------- | -------------------------------------- | -------------------------------------- | -------------------------------------- | -------------------------------------- | -------------------------------------- | -------------------------------------- | -------------------------------------- | -------------------------------------- |
| Positie:                               | 39                                     | 37                                     | 34                                     | 7                                      | 7                                      | 11                                     | 9                                      | 15                                     | 28                                     | 37                                     | uit                                    |

### Mega Top 100
| Hitnotering: 10-02-2001 t/m 14-04-2001 | Hitnotering: 10-02-2001 t/m 14-04-2001 | Hitnotering: 10-02-2001 t/m 14-04-2001 | Hitnotering: 10-02-2001 t/m 14-04-2001 | Hitnotering: 10-02-2001 t/m 14-04-2001 | Hitnotering: 10-02-2001 t/m 14-04-2001 | Hitnotering: 10-02-2001 t/m 14-04-2001 | Hitnotering: 10-02-2001 t/m 14-04-2001 | Hitnotering: 10-02-2001 t/m 14-04-2001 | Hitnotering: 10-02-2001 t/m 14-04-2001 | Hitnotering: 10-02-2001 t/m 14-04-2001 | Hitnotering: 10-02-2001 t/m 14-04-2001 |
| Week:                                  | 1                                      | 2                                      | 3                                      | 4                                      | 5                                      | 6                                      | 7                                      | 8                                      | 9                                      | 10                                     |                                        |
| -------------------------------------- | -------------------------------------- | -------------------------------------- | -------------------------------------- | -------------------------------------- | -------------------------------------- | -------------------------------------- | -------------------------------------- | -------------------------------------- | -------------------------------------- | -------------------------------------- | -------------------------------------- |
| Positie:                               | 13                                     | 12                                     | 17                                     | 26                                     | 35                                     | 46                                     | 53                                     | 62                                     | 71                                     | 76                                     | uit                                    |

### VlaamseUltratop 50
| Hitnotering: 17-02-2001 t/m 03-03-2001 | Hitnotering: 17-02-2001 t/m 03-03-2001 | Hitnotering: 17-02-2001 t/m 03-03-2001 | Hitnotering: 17-02-2001 t/m 03-03-2001 | Hitnotering: 17-02-2001 t/m 03-03-2001 |
| Week:                                  | 1                                      | 2                                      | 3                                      |                                        |
| -------------------------------------- | -------------------------------------- | -------------------------------------- | -------------------------------------- | -------------------------------------- |
| Positie:                               | 31                                     | 42                                     | 45                                     | uit                                    |

### NPO Radio 2 Top 2000
| Nummer met noteringen in de NPO Radio 2 Top 2000 | '03  | '04 | '05 | '06 | '07 | '08 | '09 | '10 | '11 | '12 | '13 | '14 | '15  | '16  | '17  | '18  | '19  | '20  | '21  | '22  | '23  | '24  |
| ------------------------------------------------ | ---- | --- | --- | --- | --- | --- | --- | --- | --- | --- | --- | --- | ---- | ---- | ---- | ---- | ---- | ---- | ---- | ---- | ---- | ---- |
| Stuck in a Moment You Can't Get Out Of           | 1367 | 409 | 511 | 631 | 778 | 686 | 889 | 836 | 723 | 786 | 792 | 951 | 1098 | 1269 | 1486 | 1389 | 1581 | 1430 | 1762 | 1730 | 1813 | 1190 |

1. ↑  Een vetgedrukt getal geeft de hoogste notering aan.
2. ↑  2003 was het eerste jaar met een notering voor dit nummer.

Bono · The Edge · Adam Clayton · Larry Mullen jr.